# Mine Howe

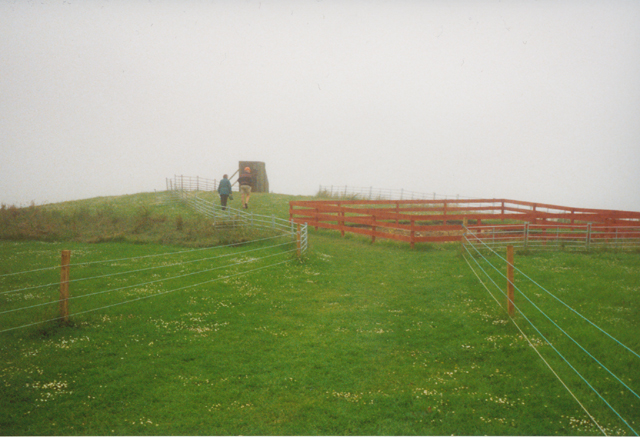
Mine Howe Eingangshäuschen

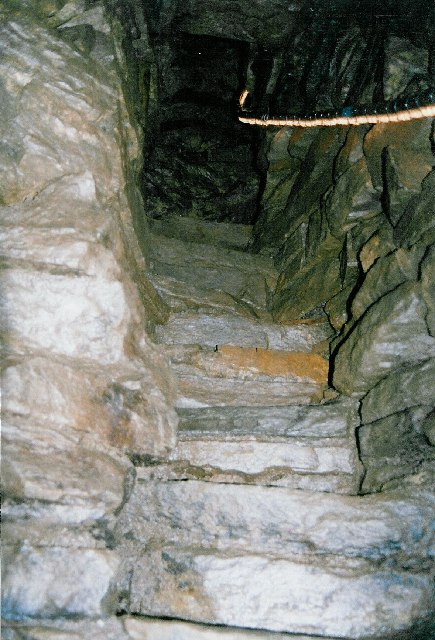
Mine Howe – die Treppe

Minehowe ist eine archäologische Fundstelle auf der Orkneyinsel Mainland in Schottland.

## Lage
Minehowe liegt im Südosten Mainlands auf der Halbinsel Tankerness, unweit des Hofes von Breck und des Grabhügels Long Howe. Oberhalb dieses Hügels befindet sich ein Friedhof mit einer Kapelle, die St. Ninian geweiht ist. Der Hügel hat einen Durchmesser von 95 m und ist vier Meter hoch. Er entstand während der Eiszeit (als Drumlin).

## Name
Der Name Howe bedeutet "Hügel (ON haugr, örtlich auch Howie) mit dem Schacht". Örtliche Überlieferungen berichteten ebenfalls von einem Einbau in dem Hügel.

## Forschungsgeschichte
Der Hügel wurde im April 1946 von Charles Tait und dem örtlichen Lehrer, Alfie Hacus ausgegraben. Man entdeckte eine steile enge Wendeltreppe aus Stein, und eine kleine unterirdische Kammer. Die Anlage wurde als piktische Behausung interpretiert. Man fand einige Knochen und Zähne, runde Steine und eine Anhäufung von Muscheln. Der Schacht wurde mit Fässern verschlossen und verfüllt. Der Inspector of Ancient Monuments wurde informiert, die Grabung aber nie publiziert.

Minehowe
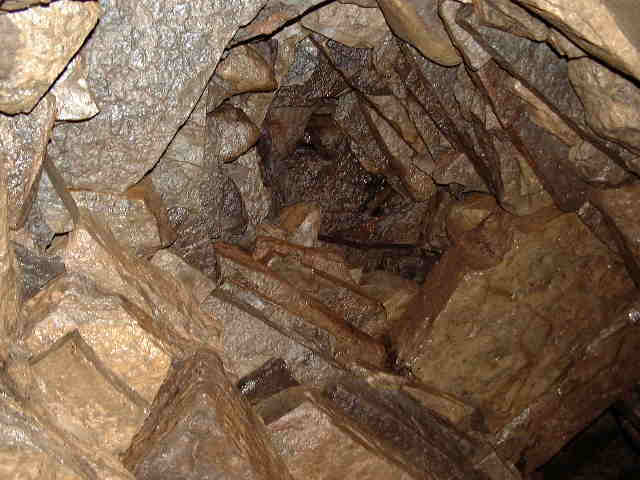
Die Gewölbedecke
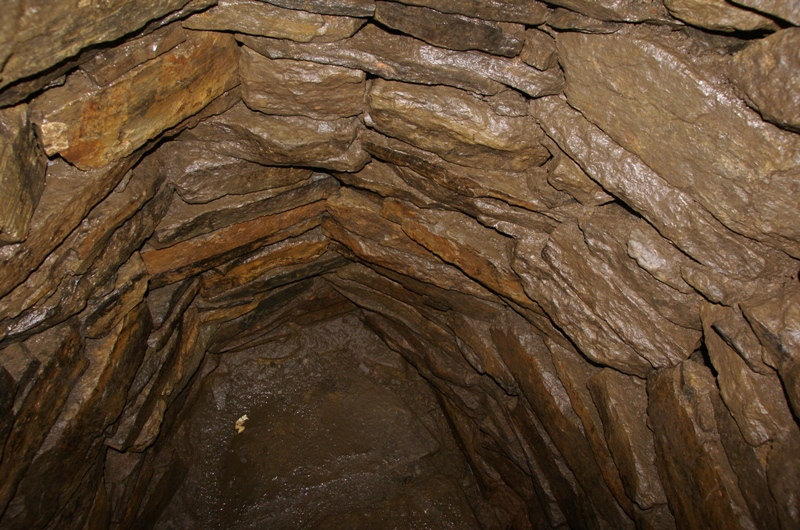
Die Zisterne
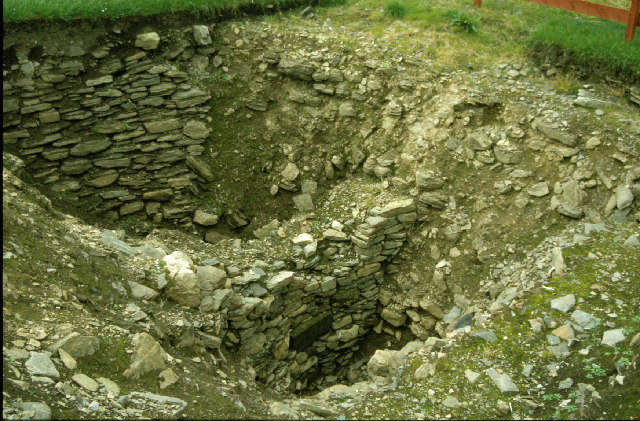
Der Fundzustand

Im September 1999 führte der Landbesitzer, Douglas Paterson weitere Grabungen durch. Seit 2000 führte der „Orkney archaeological Trust“ mit Unterstützung von Historic Scotland, Orkney Enterprise und dem Orkney Island Council systematische Untersuchungen durch. In dem Mine Howe environs project wird die Umgebung des Hügels untersucht.

## Struktur
Siebzehn Stufen aus Stein führen in eine unterirdische Kammer von 1,3 m Durchmesser und 4 m Höhe. Sie liegt in ca. 7,5 m Tiefe. Das Dach besteht aus einem Kraggewölbe aus Sandstein. Die Kammer war vermutlich von Anbeginn teilweise mit Wasser gefüllt und diente vielleicht als Zisterne. Heute enthält sie nur selten Wasser. Eine vergleichbare, aber einfachere Struktur ist der 1993 ausgegrabene Brunnen im Broch von Breckness.
Der Hügel ist von einem Graben umgeben, der bis zu 8 m breit und 4,5 m tief ist. Ein breiter Eingang befindet sich im Westen. Der Graben wurde mehrfach gereinigt und wieder eingetieft. Die Verfüllung des Grabens belegt eine Nutzung von der frühen Eisenzeit bis in die Mitte des ersten nachchristlichen Jahrhunderts (örtliche späte Eisenzeit). Er enthielt zahlreiche Funde, die eine Siedlung, vor allem aber handwerkliche Aktivitäten belegen. Außerhalb des Grabens wurden Reste einer Werkstatt für Metallverarbeitung gefunden. Unter dem Boden der Werkstatt war eine junge Frau mit reichen Grabbeigaben begraben. Ein weiteres menschliches Skelett wurde ohne Beigaben in einer flachen Grube verscharrt. Auch ein Ofen für die Eisenverarbeitung wurde nachgewiesen.

## Datierung
Die Anlage stammt aus der Eisenzeit und hat eine Parallele im Knowe of Skea. Auch aus Caithness und von den Shetlandinseln sind vergleichbare Strukturen bekannt.